# Venus Erotica
 (mai 2019).
Si vous disposez d'ouvrages ou d'articles de référence ou si vous connaissez des sites web de qualité traitant du thème abordé ici, merci de compléter l'article en donnant les références utiles à sa vérifiabilité et en les liant à la section « Notes et références ».
Venus Erotica (Delta of Venus) est un film érotique de 1994. Il a été réalisé par Zalman King. Il est inspiré de la collection de nouvelles du même nom d'Anaïs Nin. Des versions NC-17 et R du film existent; la note NC-17 est due au sexe explicite. La version DVD contient les deux versions du film. Le film est sorti en 1995 aux États-Unis.

## Synopsis
Elena Martin (Audie England) est une jeune écrivaine américaine qui se déroule à Paris, en 1940, au début de la Seconde Guerre mondiale, avant l'invasion et la conquête de la France par les Allemands. Elena rencontre et entretient une liaison sordide avec un autre expatrié américain, Lawrence Walters (Costas Mandylor). Avec les encouragements de ses amis, de son amant et de son éditeur, Elena se lance dans le mannequinat nu et avance dans de nombreuses autres formes d'aventures sexuelles voyeuristes et participatives.

## Distribution
- Audie England : Elena Martin
- Costas Mandylor : Lawrence Walters
- Eric Da Silva : Marcel
- Raven Snow : Leila
- Rory Campbell : Miguel
- Emma Louise Moore : Ariel
- Bernard Zette : Donald (as Zette)
- Marek Vašut : Luc
- Markéta Hrubesová : Bijou
- Daniel Leza : Pierre
- Stephen Halbert : Harry
- Dale Wyatt : Millicent
- Robert Davi : Le collecteur
- Adewale Akinnuoye-Agbaje : Le médium
- Clive Revill : Annonceur radio (voix)

## Autour du film
Le roman de Anaïs Nin sur lequel est basé le film n’est ni autobiographique, ni narratif. Le film impose un cadre narratif à un Américain "à la Nin" qui commence une liaison avec un autre expatrié américain avant - Seconde Guerre mondiale Paris et écrit  histoires érotiques qui représentent ses fantasmes. Certaines de ces histoires / fantasmes, basés sur ceux de Nin, sont explorés à l'écran.